# Лунёв, Константин Владимирович
Константин Владимирович Лунёв (7 декабря 1966 — 1 января 1995) — командир батареи 2-го гаубичного самоходного артдивизиона 131-й отдельной Краснодарской Краснознамённой орденов Кутузова и Красной Звезды казачьей мотострелковой бригады, капитан. Кавалер ордена Мужества (посмертно).

## Биография
Родился 7 декабря 1966 года в г. Армавир Краснодарского края в семье служащего. Окончил 1О кл. СШ № 18 г. Армавира.
В Вооружённых Силах с 1984 года. В 1988 году окончил Ленинградское военное высшее артиллерийское командное училище.
По окончании училища был направлен а ЗГВ ГДР командиром огневого взвода. В 1990 году женился. В 1991 году родилась дочь Анастасия. После вывода войск и ЗГВ направлен командиром огневого взвода гаубичного самоходного артдивизиона 131-й отдельной Краснодарской Краснознамённой орденов Кутузова и Красной Звезды казачьей мотострелковой бригады (Майкоп). Награждён медалью «За отличие в воинской службе».
В октябре 1994 года назначен командиром батареи 2-го гсадн бригады. из представления на должность:

Представляется к назначению на вышестоящую должность в порядке реализации аттестационного вывода.
За время прохождения службы в занимаемой должности зарекомендовал себя грамотным, дисциплинированным офицером. Хорошо знает материальную часть, правила использовала, хранения и сбережения вооружения и техники артиллерийских подразделений. Как офицер-артиллерист подготовлен хорошо.
Строго следит за соблюдением воинской дисциплины и поддержанием уставного порядка во взводе.
Хорошо подготовлен в профессиональном отношении. К любому порученному делу относится добросовестно, в сложной обстановке не теряется.
Физически развит хорошо. В строевом отношении подтянут.
По вопросу назначения беседовал лично, с назначением согласен. Контракт заключен 1 октября 1994 года.
Рассмотрено и одобрено постоянно действующей аттестационной комиссией бригады протокол № 19 от 27 сентября 1994 года.
Ходатайствую о назначении старшего лейтенанта ЛУНЕВА К. В. на должность командира гаубичной самоходно-артиллерийской батареи 131 отдельной мотострелковой бригады.
Командир 131 омсбр полковник И. Савин
— 
Принимал участие в боевых действиях на территории Чеченской Республики с 04.12.1994 г.
Погиб в бою 02.01.1995 г. в районе железнодорожного вокзала г. Грозного Чеченской республики. Награждён орденом «Мужества» (посмертно), Указ Президента РФ № 231 от 01.03.1995.
Похоронен в г. Армавир.

## Память

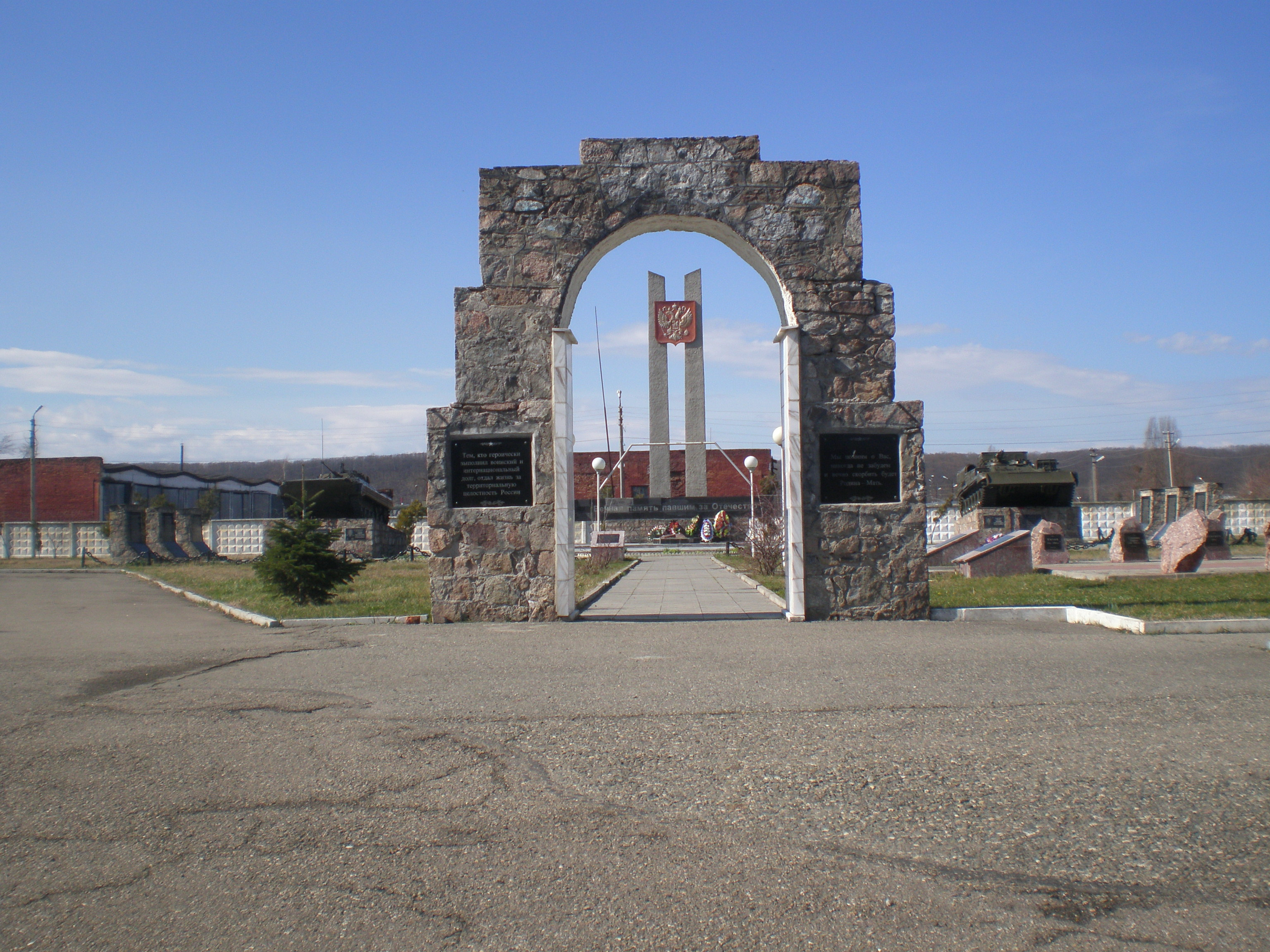
Мемориал воинам, павшим в локальных конфликтах, Майкоп

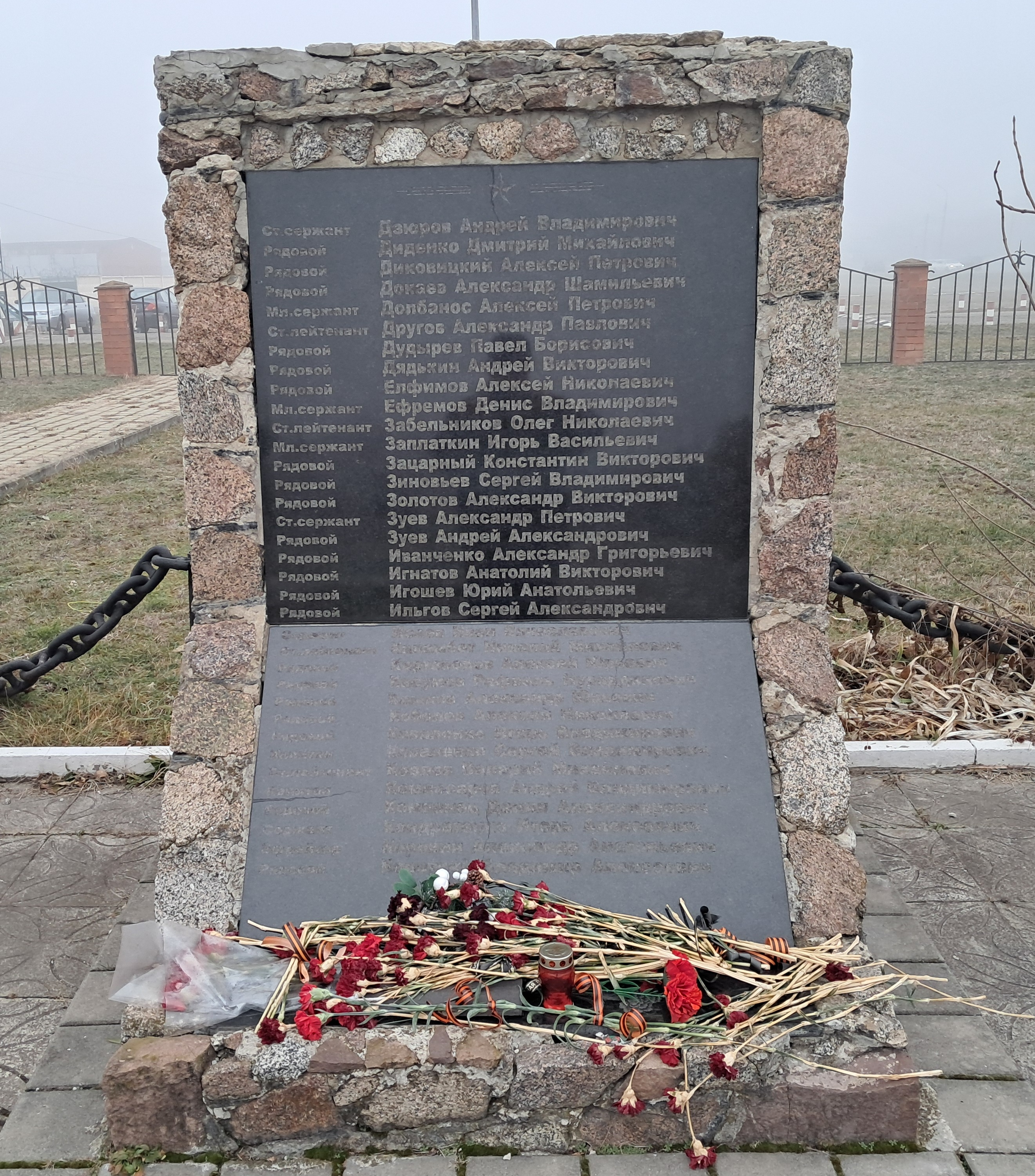
2-й пилон на котором увековечен К. Лунёв, Майкоп

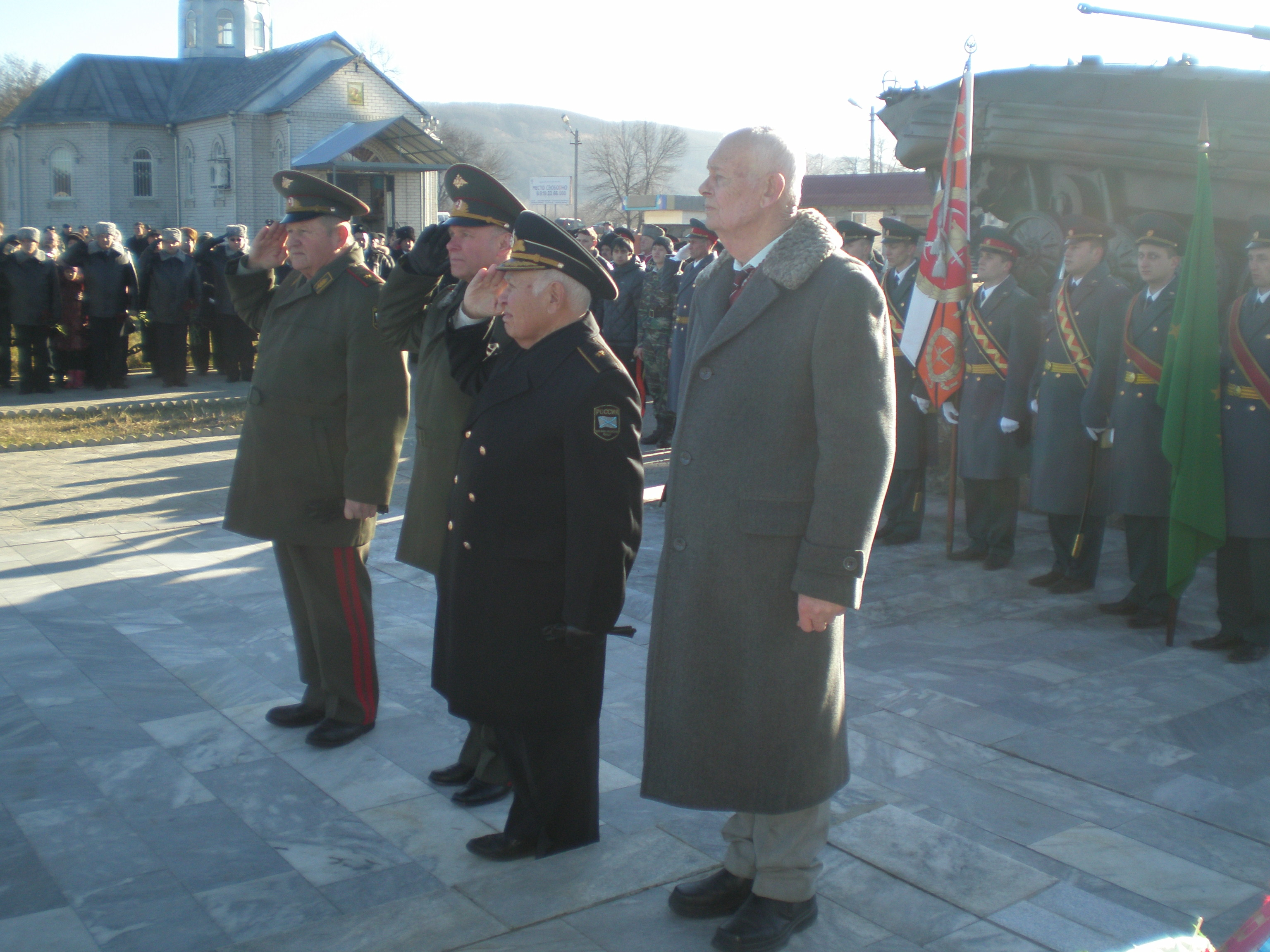
В День памяти погибших в локальных конфликтах у памятника воинам бригады. Генералы А. А. Дорофеев, Ю. Н. Колягин, М. М. Тхагапсов, Ю. Ф. Щепин. Майкоп, 2 января 2013 года

- 2 января в Адыгее Законом республики установлен День памяти воинов, погибших в локальных конфликтах[3]; В Майкопе воздвигнут мемориал, посвящённый воинам, павшим в локальных конфликтах и установлена мемориальная доска, погибшим воинам[4]. Каждый год 2-го января на мемориале проводится торжественно-траурная перекличка погибших воинов.

- В Краснодаре имя Героя увековечено на памятной мемориальной доске воинам 67-го армейского корпуса на Памятнике БМП в Чистяковской роще.